# Varsovia Varsovie
Le Varsovia Varsovie, de son nom complet Uczniowski Klub Sportowy Varsovia Warszawa (littéralement Club sportif universitaire du Varsovie Varsovie en français), est un club omnisports polonais basé à Varsovie et fondé en septembre 1959.

## Sections

### Football
Engagé dans la ligue régionale de Mazovie, le Varsovia Varsovie n'y présente que des équipes de jeunes. Le plus célèbre d'entre eux, Robert Lewandowski, champion de Pologne et d'Allemagne, finaliste et vainqueur de la Ligue des champions, y a joué entre 1997 et 2004.

### Handball
Présent dans les deux catégories homme et femme, le Varsovia Varsovie tutoie le plus haut niveau grâce à sa section féminine, pensionnaire de deuxième division.

### Tennis
Le club possède plusieurs courts de tennis, intérieurs comme extérieurs, qui servent à son école de tennis mais peuvent aussi être loués à des particuliers.

### Basket-ball (section disparue)
En 1928, la section basket-ball s'engage dans le championnat de Pologne masculin nouvellement créé. Elle dispute durant l'été le tournoi final à Łódź, aux côtés de six autres équipes, et atteint la finale, perdue finalement face au Czarna Trzynastka Poznań (22–9).

## Palmarès
- Vice-champion de Pologne de basket-ball : 1928